# جرارد وارکن
جرارد وارکن (انگلیسی: Gerd Warken؛ زادهٔ ۵ مارس ۱۹۵۱) بازیکن فوتبال اهل آلمان است.